# Тобиас, Марсель
}}
Марсель Тобиас (ивр. מרסל טוביאס‎) (1914—1972) — израильский военный деятель, подполковник Армии обороны Израиля.

## Биография
Родился в семье адвоката. В 12 лет поступил на учёбу в училище при военной академии Марии Терезии. После 2 лет службы в инженерных частях австрийской армии лейтенант М. Тобиас завёл роман с замужней женщиной, в результате чего был вынужден бежать за границу.
Впоследствии завербовался во французский Иностранный легион, служил в Северной Африке, принимал участие в подавлении беспорядков среди местных племён. Тем временем обеспокоенная семья Тобиаса разыскала его при помощи австрийского консула, уговорила вернуться и оплатила неустойку за расторжение контракта легионера. В Австрии ему простили дезертирство, однако лишили военного звания.
Тобиас присоединился к местной ячейке Бейтара и принял участие в организации нелегальной иммиграции в Эрец-Исраэль. В 1938 году репатриировался и стал членом рабочей роты Бейтара в Рош-Пине. Наряду с сельскохозяйственными работами руководил занятиями по военной подготовке и входил в подпольную организацию Иргун, за что был арестован британскими властями и несколько месяцев отсидел в тюрьме Акко.
В 1940 году добровольцем вступает в британскую армию, снова сражался в Северной Африке. Из-за драки в кантине с сержант-майором, назвавшим Тобиаса «грязным евреем», предстал перед военно-полевым судом, поскольку после избиения Тобиасом сержант умер. Благодаря многочисленным наградам, в том числе за прорыв на грузовике сквозь германскую колонну, чтобы спасти отрезанный взвод, Тобиас отделался 6 месяцами тюрьмы и разжалованием в рядовые. После освобождения вновь воевал в Северной Африке, в конце 1944 года перешёл в Еврейскую бригаду и в её составе воевал в Италии.
После войны участвовал в акциях мстителей, выслеживал и казнил нацистов; вся семья Тобиаса, кроме младшей сестры, погибла в Холокосте. Демобилизовавшись в 1946 году, вернулся в Эрец-Исраэль и служил в полиции еврейских поселений. Во время Войны за независимость командовал ротами в бригадах «Одед» и «Александрони», проводил конвои в блокированные еврейские поселения.
С 1949 года в кадровой армии, создал центральную учебную базу (БААД-4). С 1950 года — один из основателей десантных частей АОИ (Армии обороны Израиля). Был командиром учебной роты 890-го батальона, прославился как крайне жёсткий инструктор. Принимал участие в большинстве операций возмездия в Иордании, Сирии и Египте. В 1955 году разработал и стоял во главе первого в Цахале «курса коммандос». В ходе Синайской войны — заместитель командира 890-го батальона, с которым совершил боевое десантирование у перевала Митла и действовал на западном побережье полуострова. С 1959 года — заместитель командира парашютной школы.
В 1965 году был направлен министерством обороны в Непал, где создал местные десантные части и парашютную школу, а также организовал воздушную доставку продуктов и медикаментов в отдалённые районы. В 1970 году был направлен в Заир в качестве инструктора парашютной школы. Количество прыжков на личном счету Тобиаса — почти 2 тысячи. Погиб 5 ноября 1972 года, когда при очередном прыжке над заирской саванной его парашют не раскрылся.
Был женат, имел сына и двух дочерей.